# Axel Bäck
Axel Bäck (23. prosinca 1987.) umirovljeni je švedski alpski skijaš.

## Svjetski kup
U Svjetskome skijaškome kupu Axel je uspio samo jedanput ući među prvih deset u slalomu.

## Vanjske poveznice
- Statistika FIS-a  Arhivirana inačica izvorne stranice od 16. ožujka 2012. (Wayback Machine)
- osobna stranica